# Herbert von Obwurzer
Herbert von Obwurzer (Innsbruck-Wilten, 23 juni 1888 - Nakel, 26 januari 1945) was een Duitse officier en SS-Brigadeführer (brigadegeneraal) en Generalmajor in de Waffen-SS (postuum) tijdens de Tweede Wereldoorlog. Hij voerde het commando over de 13. Waffen-Gebirgs-Division der SS Handschar (kroatische Nr. 1) en de 15. Waffen-Grenadier-Division der SS (lettische Nr. 1).

## Leven
Op 23 juni 1888, werd Herbert von Obwurzer in Innsbruck-Wilten geboren. Hij was de zoon van de k.u.k. Oberst Bernard Obwurzer (geboren 1852 te Bozen - gesneuveld 23 september 1914 te Wola Więcławska) en zijn vrouw Julie (geboortenaam Kofler). Herberts broer en zussen waren Eckard (officier in de Kaiserliche und Königliche Kriegsmarine; academieklas van 1909) en zijn twee zussen Paula en Elisabeth “Liesl”.
Na zijn schoolgang en het behalen van zijn Abitur, volgde ging hij een loopbaan als beroepsmilitair. In 1907 Obwurzer ging naar de infanterie cadettenschool in Innsbruck. Hierna volgde zijn plaatsing als k.u.k. Kadett-Offizierstellvertreter (vergelijkbaar met vaandrig) bij het k.u.k. Dragonerregiment „Kaiser Ferdinand I.“ Nr. 4. 

### Eerste Wereldoorlog
Van augustus 1914 tot oktober 1918 werd Obwurzer als vaandrig aan het front ingezet. Op 15 februari 1917 werden zijn moeder en haar kinderen in de adelstand verheven. Hierdoor mochten ze "von" voor de achternaam zetten.
Von Obwurzer diende nog als k.u.k. Oberleutnant (eerste luitenant) in de k.u.k. Dragonerregiment „Erzherzog Albrecht“ Nr. 9 en als k.u.k. Hauptmann (kapitein) in het Tiroler k.u.k. Kaiserjäger 1. Regiment. Na de oorlog werd hij gedemobiliseerd.

### Interbellum
Een maand na zijn demobilisatie, werd von Obwurzer lid van het vrijkorps "Eiserne Faust" in de Eiserne Division, en vocht daarmee in het Balticum. Van het voorjaar 1920 af bouwde hij het Tiroler Heimwehr op, en werkte als stafchef in het Heimwehr. Von Obwurzer moest zijn functie als stafchef op juni 1921 opgeven vanwege interne geschillen en ereconflicten (zijn opvolger was Waldemar Pabst). 
Van 1921 tot 1930 was hij in de landbouw werkzaam. Von Obwurzer keerde terug naar zijn oude functie van stafchef in Heimwehr. Daarna stapte hij over naar het Opper-Oostenrijkse Heimwehr, waar hij wapenadviseur en verbindingsman werd voor de bayerischen Selbstschutzverbänden (vrije vertaling: Beierse zelfbeschermings eenheden).
Op 3 mei 1923 trouwde von Obwurzer met Margarete Arnolds (geboren 19 augustus 1908 te Bonn). Zijn vrouw had een een twaalfjarige dochter uit een eerdere relatie.
Von Obwurzer verliet Heimwehr en werd op 1 juni 1930 lid van de Oostenrijkse NSDAP. Hij studeerde twee semesters algemene economie aan de Wirtschaftsuniversität Wien (zonder eindexamen) in Wenen, en verhuisde in 1932 naar Duitsland. Op 12 juli 1932 ging von Obwurzer als gemachtigde voor de hoofdafdeling IV (economie) in de Reichsleitung der NSDAP (München) voor het economisch gebied midden werken. Von Obwurzer kwam in de Staf van de Plaatsvervangend Führer te werken als plaatsvervangend gemachtigde voor economische zaken en ambtenaar van de douane- en accijnsverordeningen. Hij kreeg hierdoor de rang van een Amtsleiter in de NSDAP.
Op 19 juni 1933 naturaliseerde von Obwurzer. Eind 1936 werd hij ingezet als directeur-generaal van de economische groep voor de glasindustrie in Berlijn. Van januari 1937 tot februari 1937 draaide von Obwurzer met het 67e Infanterieregiment in een militaire oefening. Voor het begin van de Tweede Wereldoorlog draaide hij nog twee verplichte oefening met het 67e Infanterieregiment, voordat hij opgeroepen werd voor militaire dienst in de Wehrmacht.

### Tweede Wereldoorlog
Als commandant van het 2e bataljon in het 67e Infanterieregiment nam von Obwurzer deel aan de Poolse Veldtocht. Na de veldtocht volgde hij een leergang voor bataljonscommandanten in Celle. In aanloop naar Operatie Barbarossa werd hij benoemd tot commandant van het 3e bataljon in het 411e Infanterieregiment van de 112e Infanteriedivisie, die in opmars naar Leningrad waren.
Schutzstaffel
Op 6 juli 1942 verzocht het SS-Personalhauptamt de vrijstelling van von Obwurzer van zijn dienst in het leger voor de Waffen-SS. Een maand later werd hij vrijgegeven voor dienst in de SS, en werd als Staffelmann en tegelijk als SS-Obersturmbannführer der Reserve  (luitenant-kolonel in de militaire reserve) ingeschaald en in het SS-Gebirgsjäger-Ersatzbataillon "Nord" (vrije vertaling: SS-bergjager-reservebataljon noord) geplaatst. Een maand later volgde zijn overplaatsing naar het SS-Gebirgs-Division "Nord" en werd benoemd tot commandant van het SS-Gebirgs-Jager-Regiment 11 "Reinhard Heydrich". In 1943 volgde von Obwurzer zijn overplaatsing naar de oprichtingsstaf voor de oprichting van de nieuwe Kroatischen SS-Freiwilligen-Gebirgs-Division. 
In een brief van 15 juni 1943 van Himmler aan de leiders van het SS-Führungshauptamt en het SS Hauptamt, en aan de SS-Gruppenführer Phleps; "bekritiseerde Himmler het optreden van von Obwurzer in Kroatië: "Ik heb de indruk dat SS-Standartenführer Obwurzer door zijn ijdelheid op een olifant in een porseleinkast lijkt. Geheel tegen mijn bevelen in richt zijn propaganda zich vooral op de Kroaten. Nu de SS-Standartenführer Kumm beschikbaar is als assistent voor de SS-Gruppenführer Phleps, roep ik de SS-Standartenführer Obwurzer terug. Von Obwurzer moet een van de twee Letse regimenten in de Letse Brigade, of een Estisch regiment - als die nog een beschikbaar zijn leiden. Het moet hem duidelijk gemaakt worden dat als hij die ijdelheid blijft tonen, hij geen bevordering van mij kan verwachten."
Op 15 september 1943 werd von Obwurzer benoemd tot commandant van het 8e SS-Infanterieregiment in de 1. SS-Infanterie-Brigade (mot), hij was tegelijk met leiding over de 1. SS-Infanterie-Brigade (mot) belast. Von Obwurzer was nog van verschillende andere infanterie onderdelen in de SS commandant. 
Op 10 juni 1944 volgde zijn benoeming tot commandant van de 15. Waffen-Grenadier-Division der SS (lettische Nr. 1). 
Gesneuveld
Op 26 januari 1945 ging hij op een verkenningstocht in de buurt van Nakel (Rijksgouw Danzig-West-Pruisen) en werd hij overvallen door een verkenningseenheid van het 16e Onafhankelijke Garde Motorrijwielbataljon van het 2e Garde Tankleger. Toen hij de uitzichtloosheid van zijn situatie zag, pleegde hij zelfmoord.
Von Obwurzer werd postuum bevorderd tot SS-Brigadeführer (brigadegeneraal) en Generalmajor der Waffen-SS. Op 14 februari 1945 meldde het SS-Führungshauptamt aan het VI.SS-Armeekorps, dat de bevordering van 30 januari 1945 niet heeft plaatsgevonden.
De ooggetuigenverklaring van de Waffen-Untersturmführer Putninš (von Obwurzer zijn ordonnansofficier en vertaler) verklaarde dat:
"On 26 January 1945, after a visit to the 34. Gren Rgt., von Obwurzer, accompanied by a German war correspondent, a driver an myself, was on the way to the HQ of the 32. Gren Rgt. Approaching the Gut Gregau estate, von Obwurzer suddenly caught sight of a well camouflaged tank by a barn. At the same time, ten or twelve Russian soldiers came running down a hill and openend fire. We left the car and started running back. The war correspondent was hit and fell. After a while von Obwurzer cried in a loud voice 'Ich erschiesse mich' . I was about to commit suicide, too but in my excitement, I couldn't release the safety catch of my pistol. While I was struggling with my pistol, I was grabbed by a Russian. During my interrogation I was told that the three other occupants of the car were dead."
"Op 26 januari 1945, na een bezoek aan de 34. Gren Rgt., was von Obwurzer vergezeld door een Duitse oorlogscorrespondent, een chauffeur en ikzelf op weg naar het hoofdkwartier van de 32. Gren Rgt. Toen we het landgoed Gut Gregau naderde, zag von Obwurzer plotseling een goed gecamoufleerde tank bij een schuur. Tegelijkertijd kwamen tien of twaalf Russische soldaten een heuvel afrennen en openden het vuur. We verlieten de auto en begonnen terug te rennen. De oorlogscorrespondent werd geraakt en viel. Na een tijdje riep von Obwurzer met luide stem "Ich erschiesse mich". Ik stond ook op het punt zelfmoord te plegen, maar in mijn opwinding kon ik de veiligheidspal van mijn pistool niet ontgrendelen. Terwijl ik met mijn pistool worstelde, werd ik gegrepen door een Rus. Tijdens mijn verhoor werd mij verteld dat de drie andere inzittenden van de auto dood waren."
In 1958 verklaarde Felix Steiner in zijn boek "Die Freiwilligen; Idee und Opfergang":
"Oberst der Waffen-SS v. Obwurzer wurde im Februari 1945 in Pommern von den Russen überfallen, seitdem ist er verschollen."
"In februari 1945 werd de kolonel in de Waffen-SS von Obwurzer in Pommeren door de Russen overvallen, sindsdien wordt hij vermist."
In een brief van 21 september 1980 van Artūrs Silgailis aan Phil Nix gaf hij aan dat:
"von Obwurzer sei in sowjetische Kriegsgefangenschaft geraten und später nach Westdeutschland zurückgekehrt."
"von Obwurzer in Russische krijgsgevangenschap is geraakt en later naar West-Duitsland teruggekeerd is."

## Carrière
Von Obwurzer bekleedde verschillende rangen in zowel de Allgemeine-SS als Waffen-SS. De volgende tabel laat zien dat de bevorderingen niet synchroon liepen.
| Datums                                                   | Oostenrijks-Hongaars leger           | NSDAP                | Heeresreserve              | Allgemeine-SS    | Waffen-SS                                     |
| -------------------------------------------------------- | ------------------------------------ | -------------------- | -------------------------- | ---------------- | --------------------------------------------- |
| 18 augustus 1907                                         | k.u.k. Kadett-Offizierstellvertreter | —                    | —                          | —                | —                                             |
| 1 november 1909                                          | k.u.k. Leutnant                      | —                    | —                          | —                | —                                             |
| 1916                                                     | k.u.k. Oberleutnant                  | —                    | —                          | —                | —                                             |
| 1 mei 1917                                               | k.u.k. Hauptmann                     | —                    | —                          | —                | —                                             |
| 31 augustus 1936                                         | —                                    | Amtsleiter der NSDAP | —                          | —                | —                                             |
| Januari 1937 (met RDA van 1 mei 1917)                    | —                                    | —                    | Hauptmann der Reserve      | —                | —                                             |
| 1 oktober 1937                                           | —                                    | —                    | Major der Reserve          | —                | —                                             |
| 13 augustus 1942 (met ingang van 1 augustus 1942)        | —                                    | —                    | —                          | Staffelmann      | —                                             |
| 13 augustus 1942 (met ingang van 1 augustus 1942)        | —                                    | —                    | —                          | —                | SS-Obersturmbannführer der Reserve (W-SS)     |
| 22 augustus 1942 (met ingang van en RDA van 1 juli 1942) | —                                    | —                    | Oberstleutnant der Reserve | —                | —                                             |
| 3 maart 1943 (met ingang van 30 januari 1943)            | —                                    | —                    | —                          | —                | SS-Standartenführer der Reserve der Waffen-SS |
| 13 juni 1944 (met ingang van 21 juni 1944)               | —                                    | —                    | —                          | —                | SS-Oberführer der Reserve der Waffen-SS       |
| 29 december 1944 (RDA van 9 juni 1944 verkregen)         | —                                    | —                    | —                          | —                | —                                             |
| 30 januari 1945                                          | —                                    | —                    | —                          | SS-Brigadeführer | Generalmajor der Waffen-SS                    |

- Opmerking: op 14 februari 1945 meldde het SS-Führungshauptamt aan het VI.SS-Armeekorps, dat de bevordering van 30 januari 1945 niet heeft plaatsgevonden.[19][10]

## Lidmaatschapsnummers
- NSDAP-nr.: 266 601[4][14] (lid geworden 1 juni 1930[4][14][11])
- SS-nr.: 430 417[4][2] (lid geworden 13 augustus 1942[2])

## Onderscheidingen
Selectie:
- IJzeren Kruis 1939, 1e Klasse (1939[4]) en 2e Klasse (1939[4])
- Gewondenmedaille met een verwonding[4]
- Signum Laudis in brons met Oorlogsdecoratie en Zwaarden[4]
- Baltenkruis, 1e Klasse[4] en 2e Klasse[4]
- Herinneringsmedaille voor Deelnemers aan de Wereldoorlog (Oostenrijk)

## Publicaties
- (de)  Deutschösterreich und die deutschen Schicksalsfragen. Wenen 1924.
- (de)  Selbstversorgung (Autarkie) im Dritten Reich. Berlijn 1933. (herdruk ISBN 9783964010025)